# مرجان بادبزنی گره‌دار
مرجان بادبزنی گره‌دار (نام علمی: Melithaea ochracea) نام یک گونه از سرده مرجان‌های بادبزنی است.